# 徐家桓
徐 家桓（じょ かかん、1892年 – 1951年7月30日）は、中華民国・満洲国の官僚。字は純煕。変名は馬希援。中華民国時代は張学良の副官で、満洲国時代は行政官を歴任した。

## 事績

### 民国時代の活動
清末は旧学を学び、辛亥革命勃発の頃に吉林第一中学に入学した。1914年（民国3年）、成績優秀故に一等官費生として日本へ留学することになる。第一高等学校を経て京都帝国大学工科大学に入学して電気を学んだが、病気のため一度退学を余儀なくされる。しかし体調が回復したため、1919年（民国8年/大正8年）、京都帝国大学法学部法律学科に入学し、1926年（民国15年/大正15年）3月、卒業して法学士の称号を取得した。
徐家桓は留学期間中に張学良と知り合い、その通訳をつとめるようになった。そのこともあって帰国後は張の副官に任命される。1926年、張の推薦により河北省昌黎県の県知事（県長）に任命され、1928年（民国17年）、遼寧省本渓県の県長（県知事）に移った。

### 満洲国時代の活動
1931年（民国20年）に満洲事変が勃発すると、当初の徐家桓は張学良に随従して関内へ逃れる予定であった。しかし、父親が東北地方を去ることを望まなかったため、やむを得ず残留し、吉林第一中学で教務主任となる。その後、日本軍からの度重なる勧誘に応じ、1932年（大同元年）に満洲国が成立すると、吉林省公署総務庁総務科長に就任した。1934年（康徳元年）、吉林市籌備処処長に任命され、1936年（康徳3年）に初代吉林市市長となっている。
1941年（康徳8年）7月1日、徐家桓は四平省長に任命される。1943年（康徳10年）4月1日、総務庁次長に改任され、翌1944年（康徳11年）12月16日、吉林省長となった。

### 晩年・最期
1945年8月の満洲国滅亡直後となる9月3日、進駐していたソ連軍により徐家桓は逮捕され、一度はシベリアで収監された。しかし、吉林の地元名士たちが徐の釈放を求める請願書を吉林駐留のソ連軍司令部に提出した結果、同年冬、ソ連側は徐の釈放・帰国を決定した。このような異例の展開となったのは、徐の執政が清廉で、地元人士たちからの評判が良かったためとされる。帰国した徐は漢奸として訴追されることを恐れ、一家をあげて北平市（北京市）に移り、名を「馬希援」と改めた。徐は北京実業公司（後の北京ビール工場）に勤務している。勤務態度は良好で、会社からの評判は良かったとされる。
しかし、1951年に実施された反革命鎮圧運動の展開に恐れを抱いた徐家桓は、同年7月30日、北京市の自宅で入水自殺した。享年60。その死後に徐の正体を初めて知った北京ビール工場は、徐を除籍する告知を行った。

## 注
1. ↑  徐(1994)、69頁。
2. ↑  尾崎監修(1940)、20頁は「1895年生まれ」、帝国秘密探偵社編(1943)、「満洲」147頁と満蒙資料協会(1943)、1298頁は「光緒20年（1894年生まれ）」としている。ここでは、徐(1994)に従う。
3. ↑  徐(1994)、69-70頁。
4. ↑  京都大学事務局庶務課編(1956)、292頁。
5. ↑  徐(1994)、70-71頁。
6. ↑  徐(1994)、71-72頁。
7. ↑  尾崎監修(1940)、20頁
8. ↑  徐(1994)、72頁。
9. ↑  満洲国史編纂委員会編(1956)、132頁。
10. ↑  満洲国史編纂委員会編(1956)、163頁。
11. ↑  満洲国史編纂委員会編(1956)、190頁。
12. ↑  徐(1994)、80-81頁。
13. ↑  徐(1994)、82頁。